# Consell de Ministres d'Espanya (X Legislatura)

Escut d'Espanya des de 1981

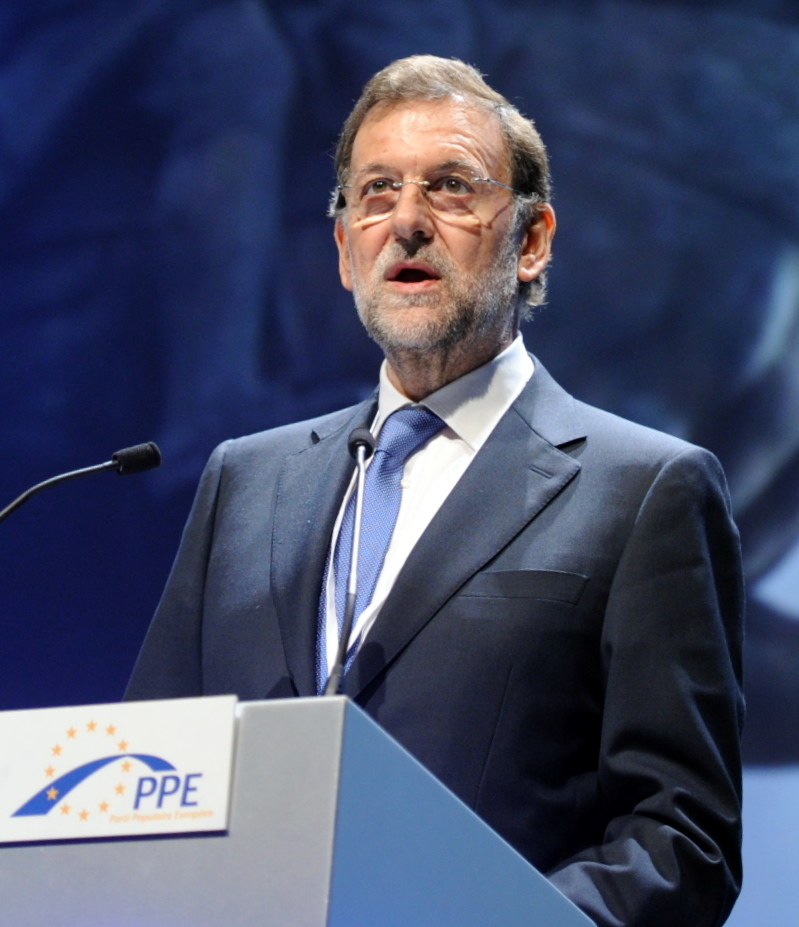
Mariano Rajoy Brey, President del Govern d'Espanya.

El Consell de Ministres d'Espanya de la X Legislatura és el Consell de Ministres que fou designat el dia 21 de desembre de 2011 per Mariano Rajoy Brey, president del Govern des que el Partit Popular (PP), després de guanyar les Eleccions Generals de 2011. Cessà el 21 de desembre de 2015, en celebrar-se les Eleccions Generals de 2015. No obstant això, per causa de la manca d'investidura del president del govern, es mantingué en funcions durant tota la XI Legislatura, fins al 4 de novembre de 2016 —dia de la presa de possessió dels ministres del seu segon govern.

## Estructura
| President del Govern                                                     | Mariano Rajoy Brey                                                                                               |
| Càrrec                                                                   | Titular |
| ------------------------------------------------------------------------ | --- |
| Càrrec                                                                   | 22 de desembre de 2011                                                                                           |
| Vicepresidenta del Govern Ministra de la Presidència Portaveu del Govern | Soraya Sáenz de Santamaría                                                                                       |
| Ministre d'Afers Exteriors i Cooperació                                  | José Manuel García-Margalló Marfil                                                                               |
| Ministre de Justícia                                                     | Alberto Ruiz-Gallardón Jiménez (2011-2014) Rafael Catalá Polo (2014-)                                            |
| Ministre de l'Interior                                                   | Jorge Fernández Díaz                                                                                             |
| Ministre d'Economia i Competitivitat                                     | Luis de Guindos Jurado                                                                                           |
| Ministre d'Agricultura, Alimentació i Medi Ambient                       | Miguel Arias Cañete (2011-2014) Isabel García Tejerina (2014-)                                                   |
| Ministre d'Indústria, Energia i Turisme                                  | José Manuel Soria López (2011 - 2015) *les competencies passen en mans del ministeri d'economia i competitivitat |
| Ministra de Sanitat, Serveis Socials i Igualtat                          | Ana Mato Adrover (2011-2014) Alfonso Alonso (2014-)                                                              |
| Ministra de Foment                                                       | Ana Pastor Julián                                                                                                |
| Ministre d'Hisenda i Administracions Públiques                           | Cristóbal Montoro Romero                                                                                         |
| Ministre de Defensa                                                      | Pedro Morenés Eulate                                                                                             |
| Ministre d'Educació, Cultura i Esport                                    | José Ignacio Wert Ortega (2011-2105) Iñigo Méndez de Vigo Montojo (2015-)                                        |
| Ministra de Treball i Seguretat Social                                   | Fátima Báñez García                                                                                              |